# U 335
U 335 war ein sogenanntes „Atlantik“-Unterseeboot des Typs VII C der Kriegsmarine im Zweiten Weltkrieg.

## Das Boot
Es wurde am 15. August 1940, zusammen mit U 336, bei den Nordseewerken in Emden in Auftrag gegeben und am 3. Januar 1941 unter der Bezeichnung „Neubau 207“ auf Kiel gelegt. Der Stapellauf erfolgte am 15. Oktober 1941 und die Indienststellung unter Kapitänleutnant Hans-Hermann Pelkner fand am 17. Dezember 1941 statt. Das Boot führte als Turmemblem ein weißes Kreuz auf einem schwarzen Schild auf der Backbordseite des Turmes.

## Geschichte
Das Boot lief am 30. Juli 1942 aus Kiel aus und verlegte nach Kristiansand, von wo aus es am 1. August endgültig auslief.
Am Abend des 3. August 1942 sichtete der Wachoffizier des britischen U-Bootes Saracen um 19:00 Uhr einen 2700 Meter entfernten Schatten, welcher als deutsches U-Boot identifiziert wurde. Nur drei Minuten später liefen sechs Torpedos auf das deutsche U-Boot zu. Zwei Minuten später stieg eine hohe Wassersäule hinter dem Turm auf und das Boot verschwand nach der Explosion. Die Saracen lief sofort zur Untergangsstelle um Überlebende aufzunehmen, doch es konnten nur drei Männer im Wasser gefunden werden. Einer ertrank noch kurz vor seiner Rettung, einer war schon tot. Lediglich der Funker, Rudolf Jahnke, konnte lebend gerettet werden.
Das Wrack liegt im ehemaligen Marineplanquadrat AF 7294 auf der Position 62°48' N – 00°12' W.